# Pumpstation Højer

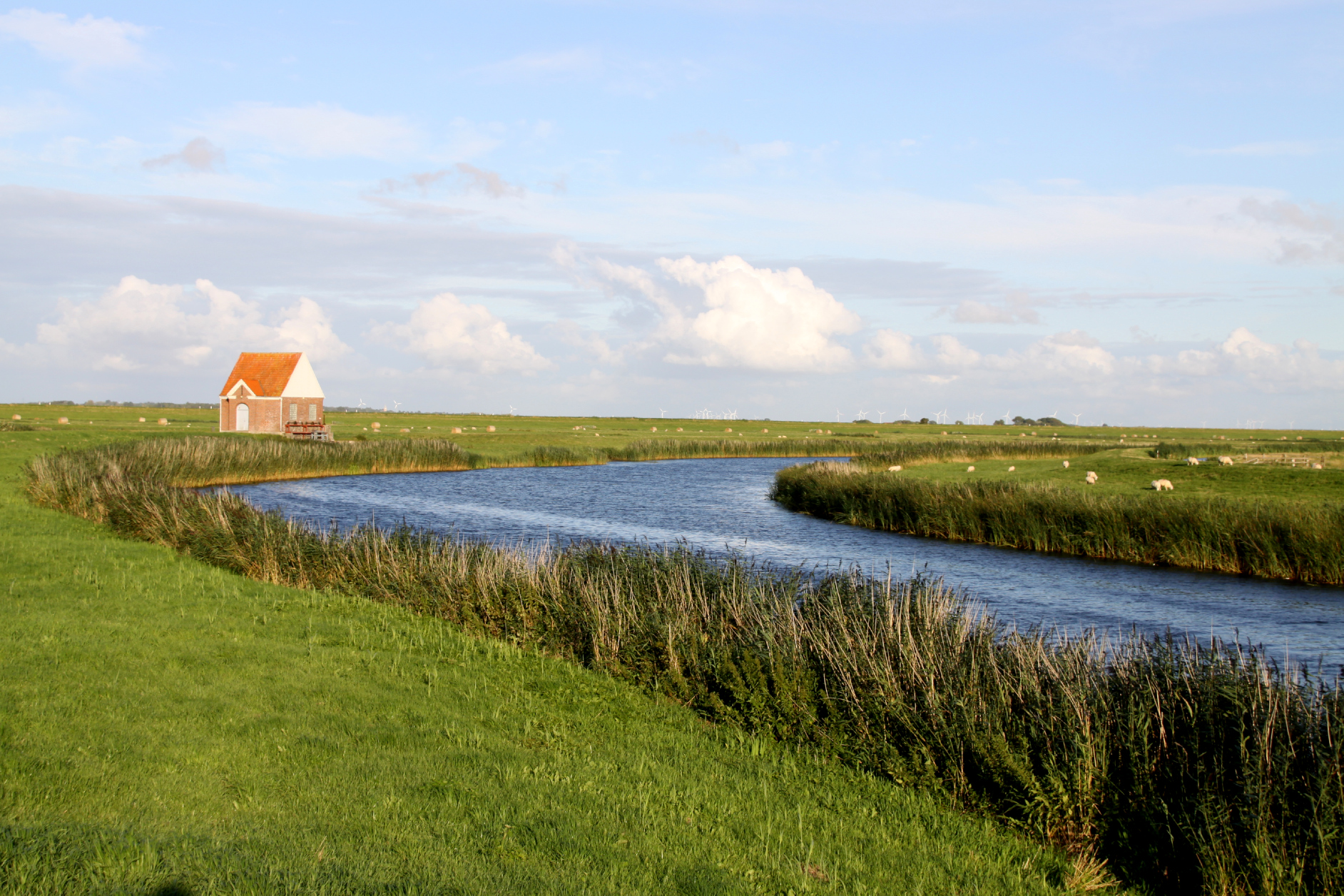
Pumpstation Højer

Die Pumpstation Højer (dänisch Højer pumpestation) ist eine dänische Pumpstation südlich der Stadt Højer. Sie ist eine von vier Pumpstationen, die Wasser aus den Kanälen der Tøndermarsken (deutsch Tonder-Marsch) in die Vidå pumpt.

## Geschichte

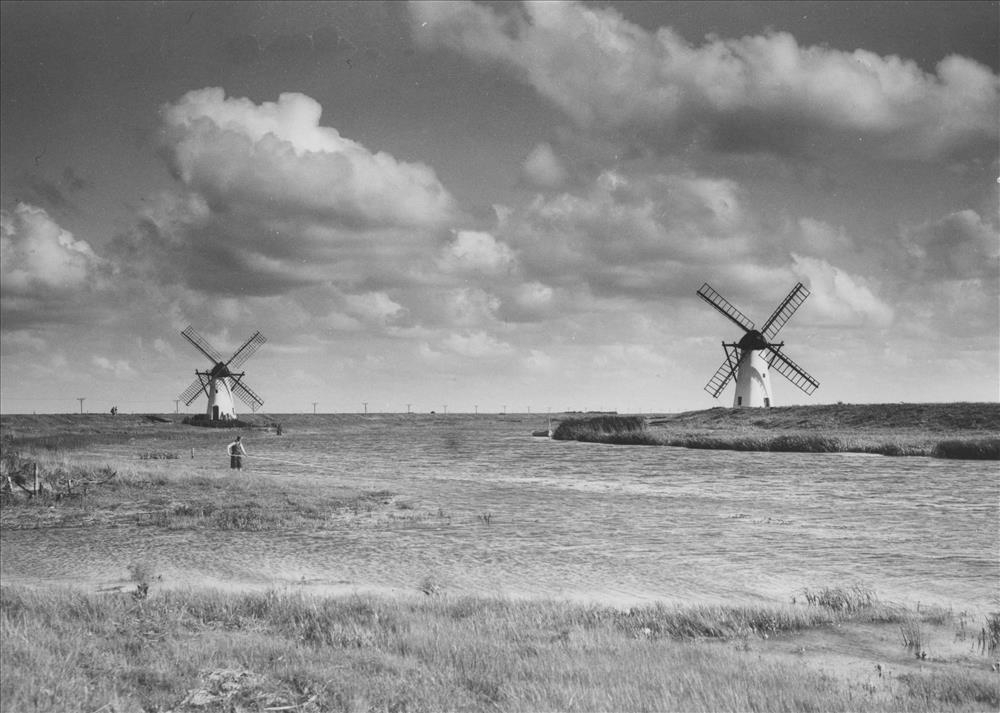
Pumpstation Højer vor 1929

Die Pumpstation wurde 1929 im Zusammenhang mit der Entwässerung der Tøndermarschen gebaut. Sie befindet sich südlich von Højer am Abfluss des Baches Sejersbæk auf der Nordseite der Vidå.
Die Entwässerung der Tøndermarsken von 1926 bis 1930 war eines der größten Ingenieurprojekte in der dänischen Geschichte. Dabei sollten rund 12.000 Hektar Marschland entwässert werden. Mit dem Projekt sollten die Landflächen besser nutzbar gemacht werden, die bis dahin jedes Jahr von der Vidå überflutet wurden, wenn Højer Sluse wegen der Winterstürme für längere Zeit geschlossen war.
Im Zusammenhang mit der Entwässerung wurden Deiche entlang der Vidå angelegt und mehr als 300 km Be- und Entwässerungskanäle gegraben. Die vier Pumpstationen sollten Wasser je nach Bedarf in das Marschland oder aus dem Marschland pumpen. Infolge der Trockenlegung verschwanden traditionelle Tätigkeiten wie Fischerei und Reetgewinnung, und die Landwirtschaft wurde zum Haupterwerb.
Wo heute die Pumpstation steht, gab es früher zwei Windmühlen – eine auf jeder Seite des Flusses. Diese trieben Pumpen an, die in beiden Richtungen verwendet werden konnten. Es konnte mit dem Wasser aus der Vidå das System der Gräben und Kanäle gefüllt werden, die das Marschland durchquerten. Bei hohem Wasserstand in den Kanälen konnte das Wasser aus den Gräben in den Fluss geleitet werden. Nach dem Bau der Pumpstation Højer 1929 wurden die alten Windmühlen überflüssig. Mitte der 1960er Jahre wurden sie gesprengt und entfernt.

## Technik
Die Pumpstation ist nach dem gleichen Prinzip mit zwei Pumpen ausgestattet, die im Sommer zur Bewässerung und im Winter zur Entwässerung eingesetzt werden. Die beiden Pumpen sind für eine Fläche von 1.500 Hektar ausgerichtet und haben zusammen eine maximale Leistung von zwei Kubikmeter Wasser pro Sekunde.
Die anderen drei Pumpstationen sind die Pumpstation Snurom, die Pumpstation Nørremølle und die Pumpstation Lægan. Alle Pumpen zusammen können eine Gesamtfläche von 12.000 Hektar entwässern und haben eine Gesamtkapazität von etwa 30 Kubikmeter Wasser pro Sekunde.

## Baustil
Die Pumpstationen bestehen aus Mauerwerk aus roten Backsteinen und sind mit rotem Dachziegeln eingedeckt. Sie wurden vom damaligen Gutsinspektor auf Schloss Schackenborg, Hans Christian Davidsen (1876–1962), entworfen, der auch Fotograf und Architekt war.